# Philippe Adou
Philippe Yapi Adou (né en 1945 à Biéby dans le département de Yakassé-Attobrou en Côte d'Ivoire) est un homme politique ivoirien de l'ethnie attié.

## Biographie
Né en 1945 à Bieby dans le département d'Adzopé. Il est économiste et expert-comptable, ancien élève du collège d'orientation de Treichville, Secrétaire général du MEECI mouvement des élèves et étudiants de côte d'ivoire en France, plutôt proche des milieux marxistes et révolutionnaires, il militera dans de nombreuses organisations syndicales et culturelles. Il commencera sa carrière professionnelle en France y travaillera pendant une vingtaine d'années avant de revenir s'installer dans son pays et de se lancer dans la politique, il briguera le mandat de député de la circonscription de Yakassé Attobrou, il sera élu mais ne sera jamais vraiment membre du parti unique au pouvoir le Parti Démocratique de Côte d'Ivoire PDCI de Félix Houphouët-Boigny, vis-à-vis duquel il a toujours émis des critiques acerbes sur sa gestion, ses orientations des affaires du pays. Ce qui lui vaudra sa descente aux enfers jusqu'à son retrait de la vie politique à la fin des années 1990. Il est père de quatre enfants dont sa fille aînée morte en 2005.
Philippe Adou a été député de 1985 à 1995.